# Islam in Russia

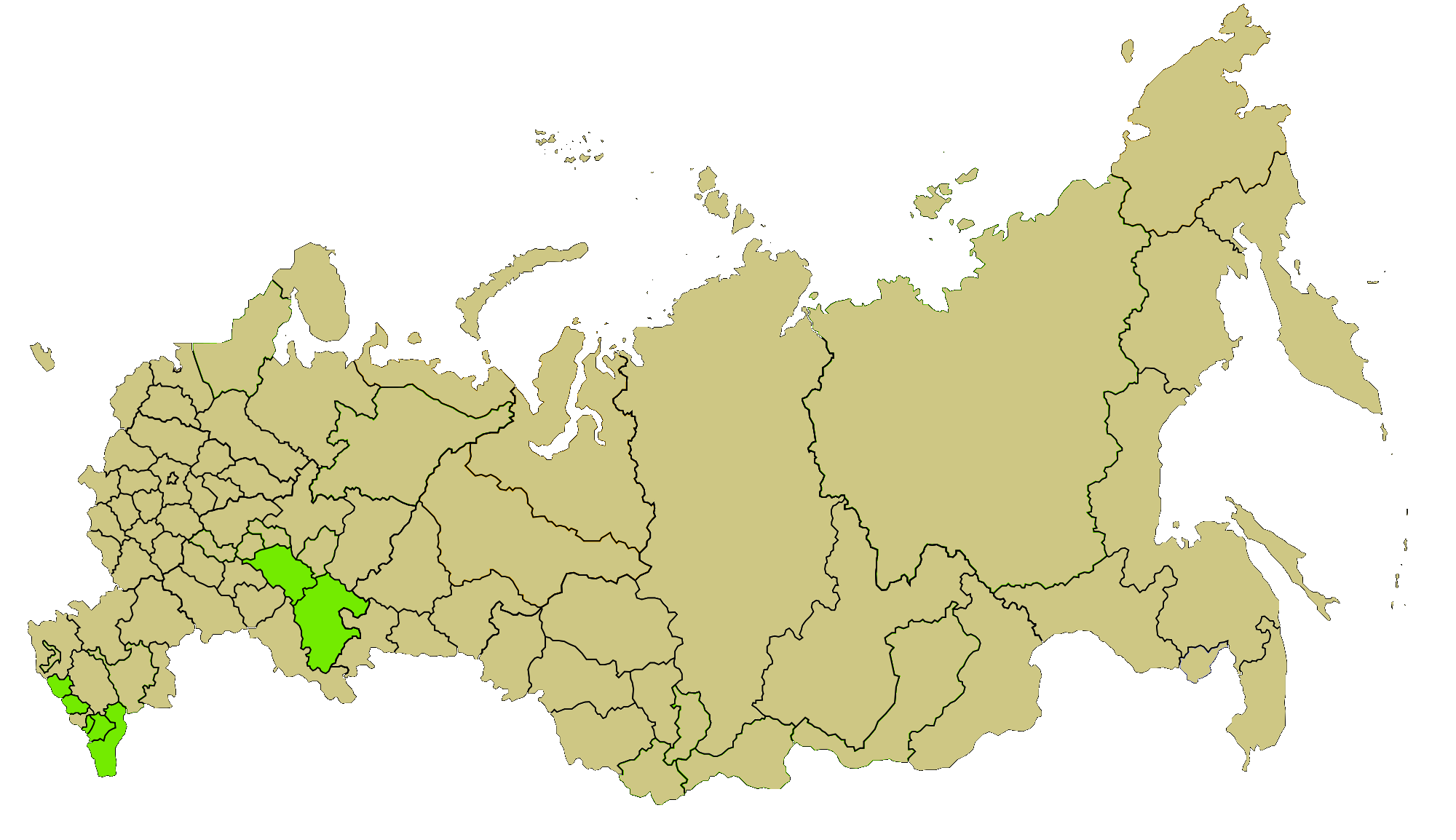
Aree in Russia con una notevole presenza di musulmani

L'Islam è la seconda religione più diffusa in Russia ed è considerato come una delle religioni tradizionali della Russia, legalmente una parte del patrimonio storico russo. Secondo un sondaggio del Centro di ricerca russo Public Opinion, il 6% degli intervistati si considerava musulmano. 
Secondo la Reuters, le minoranze musulmane costituiscono un settimo (14%) della popolazione della Russia. I musulmani costituiscono le nazionalità nel Caucaso del Nord che risiedono tra il Mar Nero e il Mar Caspio: circassi, balcari, ceceni, ingusci, cabardini, carachi, e numerosi popoli del Daghestan. Inoltre, al centro del bacino del Volga risiedono popolazioni di tartari e baschiri, la stragrande maggioranza dei quali sono musulmani. Ci sono oltre 5.000 organizzazioni religiose musulmane registrate (divise in gruppi sunniti, sciiti, sufi e ahmadi), che è più di un sesto del numero di organizzazioni religiose russo ortodosse registrate, circa 29.268 a dicembre 2006.
La Cecenia è per la maggior parte musulmana, poiché i suoi abitanti furono convertiti all'Islam sotto l'influenza dell'Impero ottomano nel XV secolo. Ogni clan è guidato da un mistico spirituale. Alcuni di essi aderiscono al ramo mistico sufi dell'Islam sunnita chiamato muridismo. Circa la metà dei ceceni appartiene alle fratellanze sufi dette anche confraternite islamiche. Le due tariqa che si diffusero maggiormente nel Caucaso del nord furono la Naqshbandiya e la Qadiriya. La Naqshbandiya è particolarmente forte nel Daghestan ed in Cecenia orientale, mentre la Qadiriya ha la maggior parte dei suoi fedeli nel resto della Cecenia ed in Inguscezia.
Quasi tutti i ceceni appartengono comunque alla scuola di pensiero islamica shafii. [1]
Il salafismo venne introdotto nella regione negli anni cinquanta. Alcuni dei ribelli coinvolti nella guerra cecena (particolarmente quelli che seguono Samil' Basaev) sono salafiti.